# Ernest William MacBride
Pour les articles homonymes, voir MacBride.
Ernest William MacBride (né le 12 décembre 1866 à Belfast, mort le 17 novembre 1940 à Alton, Hampshire) est un biologiste marin britannique.